# Kálium-acetát
A kálium-acetát (E261) egy kálium tartalmú bázis (kálium-hidroxid vagy kálium-karbonát), és ecetsav reakciójából keletkezik.
2CH3COOH + K2CO3 → 2CH3COOK + CO2 + H2O
Ez egy sav-bázis reakció, vagyis víz és só (jelen esetben kálium-acetát) keletkezik, míg a sav és a lúg semlegesíti egymást.

## Felhasználási területek
- a kálium-acetátot a kloridok (kalcium-klorid, magnézium-klorid) helyett jégtelenítésre, síkosságmentesítésre használják. Kevésbé reagens, és sokkal kevésbé korrodál, ezért leginkább repülőterek kifutóján alkalmazzák. Hátránya hogy a többi vegyülethez képes drágább
- a K-jelzésű tűzoltókészülékekben előszeretettel használják, mert nagy a hőkapacitása, valamint az olajos felületeken vékony, nem gyúlékony réteget képez
- élelmiszerekben tartósítószerként, valamint savanyúságot szabályozó anyagként alkalmazzák E261 néven. Ecetsavra érzékeny embereknek (rendkívül ritka) nem ajánlott, ezen kívül nincs ismert mellékhatása. Napi beviteli mennyiség nincs korlátozva.
- konzerválásnál, mumifikálásnál a formaldehidhez adagolják[2]